# Results in Earth Sciences
 (mai 2025).
Motif : CAA non remplis
- Archive Wikiwix
- Bing
- Cairn
- DuckDuckGo
- E. Universalis
- Gallica
- Google
- G. Books
- G. News
- G. Scholar
- Persée
- Qwant
- (zh) Baidu
- (ru) Yandex
- (wd) trouver des œuvres sur Wikidata

| 1. | Préciser le motif de la pose du bandeau. | Précisez le motif de la pose du bandeau en utilisant la syntaxe suivante : {{admissibilité à vérifier\|date=mai 2025\|motif=remplacez ce texte par le motif}}                                  |
| 2. | Informer les utilisateurs concernés.     | Pensez à avertir le créateur de l'article, par exemple, en insérant le code ci-dessous sur sa page de discussion : {{subst:avertissement admissibilité à vérifier\|Results in Earth Sciences}} |

 (juillet 2024).
Results in Earth Sciences (« Résultats en sciences de la Terre ») est une revue scientifique internationale à comité de lecture, publiée en libre accès par Elsevier depuis octobre 2023. Revue généraliste des sciences de la Terre et de l'espace, elle publie des articles de recherche à part entière (full-length research papers) d'au plus 10 000 mots et des communications (short communications) d'au plus trois pages.